# Cantalicio
Giovanni Battista Valentini, più noto come Cantalicio (Cantalice, 1450 circa – Roma, 1515), è stato un vescovo cattolico e umanista italiano.

## Biografia
Nato a Cantalice, ma di origini familiari ancora oscure, è noto che, intorno alla fine degli anni 1460, fu accolto a Pavia dal cardinale Papiense, di cui era diventato discepolo. Poco più tardi divenne maestro di scuola, insegnando per oltre un ventennio grammatica, poetica, rettorica e storia d'Italia in diversi luoghi, a partire dalla Toscana. In questa veste, infatti, la sua presenza è attestata a San Gimignano dal 1471 al 1476, a Siena (dove scrisse la Rheatina: pro defensione Senensius, per celebrare la respinta delle incursioni del 1477) e a Firenze. Qui era stato chiamato da Lorenzo de' Medici, al quale il Cantalicio aveva dedicato, nel 1472, durante la sua permanenza a San Gimignano, un poemetto sul sacco di Volterra: le relazioni tra lui e la corte medicea furono comunque favorite dal Poliziano, cui l'umanista di Cantalice era legato d'amicizia.
Successivamente insegnò a Rieti, Foligno, Spoleto, Perugia e Viterbo, continuando a scrivere. Di questo periodo sono, in particolare, la più volte ristampata Summa perutilis in regulas distinctas totius artis grammatices et artis metricae e gli Epigrammata (in dodici libri), opere uscite nel 1493. La maggior parte dei suoi carmi sono dedicati agli autori classici latini, fra i quali Giovenale, Marziale, Ovidio, Orazio e Terenzio; gli altri, per lo più ai signori delle corti in cui era stato ospitato, quali Giulio Cesare Varano e Federico da Montefeltro, al quale dedicò il pometto De gestis et moribus invictissimi Phederici Pheretrani Urbini ducis.
Nel 1494 fu a Napoli, al seguito del cardinale Giovanni Borgia,  per l'investitura di Alfonso II di Napoli. L'entusiasmo per la dinastia aragonese ne fece tessere le lodi per Bartolomeo d'Alviano, cui dedicò un poema per la difesa di Bracciano del 1497, così come per la duchessa Isabella. In seguito, ospite dei Borgia, dedicò alla celebre Lucrezia gli Spectacula lucretiana, un dettagliato racconto delle feste svoltesi a Roma per le nozze con Alfonso I d'Este: si trattava, secondo Benedetto Croce, della migliore descrizione data alle stampe di quell'evento.
Viaggiando tra Roma e Napoli, ebbe modo di stringere amicizia con Consalvo di Cordova, viceré di Napoli, che gli fece ottenere da Giulio II il vescovado di Atri e Penne, cui fu titolare dal 1º dicembre 1503. Non a caso, nel 1506, dedicò al Gran Capitano il poema in quattro libri De bis recepta parthenope Gonsalviae, che s'inscriveva in quella serie di contributi sulla disfida di Barletta utili alla trasformazione - come ha osservato lo storico Giuliano Procacci - «dell'episodio in evento, se non epopea», peraltro accostando in virtù dell'omonimia il Fieramosca con l'eroe troiano Ettore.  Del resto, in quel contesto l'epica, come quella espressa nel De bis recepta, già diventata occasione di encomio politico, era molto gradita ai sovrani europei. Partecipò alla prima sessione del Concilio Lateranense V, prima di rinunciare, in favore del nipote, alle diocesi di Atri e Penne.